# 乐尊和尚
乐僔和尚，史书上记载是中国敦煌（今甘肅省敦煌市）莫高窟的开创者。李克讓《重修莫高窟佛龕碑》的碑文上記載，前秦建元二年（366年）苦行僧樂僔和尚來到三危山下，看見“寶光”，“狀有千佛”，他在敦煌三危山下的宕泉河谷开凿了历史上第一个石窟，从而开创了敦煌璀璨的佛教文化。